# Vương Du (nhà Trần)
Vương Du (chữ Hán: 王瑜, 522 – 561), tự Tử Khuê, người Lâm Nghi, Lang Tà , quan viên, nhà ngoại giao đời Trần thời Nam bắc triều trong lịch sử Trung Quốc.

## Thân thế
Du là thành viên của sĩ tộc họ Vương ở quận Lang Tà. Ông tổ 8 đời là Vương Đạo, được làm đến Thừa tướng nhà Đông Tấn. Ông tổ 7 đời là Vương Hiệp, được làm đến Trung lĩnh quân. Ông tổ 6 đời là Vương Tuần, được làm đến Tư đồ. Từ Vương Đạo đến Vương Tuần phục vụ nhà Đông Tấn.
Ông tổ 5 đời là Vương Hoằng, được làm đến Thái bảo nhà Lưu Tống. Ông kỵ là Vương Tích, được làm đến Giang Hạ nội sử.
Ông cụ là Vương Tăng Diễn, được làm đến Thị trung nhà Nam Tề. Ông nội là Vương Mậu Chương, được làm đến Cấp sự Hoàng môn thị lang, lấy em gái của Tiêu Diễn (sau này là Lương Vũ đế) là Tiêu thị (mất sớm vào đời Tề, được truy tặng tước Tân An công chúa) làm vợ.
Cha là Vương Xung, được làm đến Tư không nhà Lương. Xung có 30 con trai, Du là người thứ 13.

## Tiểu sử
Du sớm nổi danh, lại có dung mạo đẹp, nên dễ dàng nhận được quan chức cao quý, đến năm 30 tuổi đã được làm đến Thị trung.
Năm Vĩnh Định đầu tiên (557) thời Trần Vũ đế, Du làm chánh sứ đi Bắc Tề, người Trần Quận là Viên Hiến làm phó; nước Tề vì việc của Vương Lâm, nên bắt họ làm tù binh. Bắc Tề Văn Tuyên đế mỗi khi ra ngoài, chở tử tù đi theo, người Tề gọi là "cung ngự tù"; mỗi khi Văn Tuyên đế giận dữ, thì đem tù nhân ra giết hại để làm vui . Du và Hiến nhiều lần lâm nguy, nhờ Bộc xạ Dương Tuân Ngạn thương họ vô tội, đều tìm cách cứu giúp.
Năm Thiên Gia thứ 2 (561) thời Trần Văn đế, Du được trở về nam triều, nhận chiếu phục chức Thị trung. Ít lâu sau Du mất, hưởng thọ 40 tuổi, được tặng bản quan, thụy là Trinh tử.